# Лохматов, Владимир Тимофеевич
Владимир Тимофеевич Лохматов (род. 18 января 1954) — советский хоккеист, защитник. Мастер спорта СССР. Заслуженный тренер России.

## Биография
Воспитанник пензенского «Дизелиста». Провёл в составе команды в первой и второй лигах первенства СССР 13 сезонов (1971/72 — 1975/76, 1977/78 — 1984/85), в течение 10 сезонов был капитаном. Серебряный призер чемпионата Вооруженных сил СССР в составе команды СКА Куйбышев, за которую играл в сезоне 1976/77.
Серебряный призер СССР среди молодёжных команд (1973). Чемпион РСФСР (1974).
Победитель юниорского чемпионата Европы 1973 года. Победитель неофициального чемпионата мира среди молодёжи 1975 года.
Тренер в командах «Дизель-2» (1999—2000), «Дизель» (2003—2009). Среди воспитанников — Станислав Жмакин, олимпийский чемпион Сергей Андронов.
С 2010 года тренер в СКК «Союз» (Заречный).